# Championnat du monde féminin de handball 2003
Navigation
Italie 2001 Russie 2005
La 16e édition du championnat du monde féminin de handball 2003 a eu lieu du 2 au 14 décembre 2003 en Croatie.
La France remporte son premier titre de champion du monde en battant après prolongation la Hongrie sur le score de 32 à 29. Cette finale a été l'un des matchs les plus renversants du handball. En effet, les Françaises, menées de 7 buts (18-25) à 7 minutes de la fin sonnèrent la révolte et marquèrent un 9-3 en 6 minutes et demi (27-28). À la dernière seconde du temps réglementaire, la balle arrive dans les mains de la Française Véronique Pecqueux-Rolland qui va pour tirer mais est violemment arrêtée par la Hongroise Anita Görbicz : carton rouge et tir à 7 mètres. Leila Lejeune marque le 28e but, celui du nul et de la prolongation. Là, les Hongroises, gagnantes du tirage au sort et en double infériorité numérique doivent commencer, mais contre toute attente, elles laissent la balle d'engagement aux Françaises. Celles-ci ne se privent pas et clouent au pilori les Hongroises par un 4-1, score final.
La Corée du Sud complète le podium tandis que la Russie, championne du monde en titre, doit se contenter de la septième place.

## Présentation

### Lieux de compétition
| Ville                                      | Salle           | Capacité | Localisation                                     |
| ------------------------------------------ | --------------- | -------- | ------------------------------------------------ |
| Čakovec                                    |                 |          | \| Split Zagreb Rijeka Čakovec Karlovac Poreč \| |
| Karlovac                                   | ?               | ?        | \| Split Zagreb Rijeka Čakovec Karlovac Poreč \| |
| Poreč                                      | ?               | ?        | \| Split Zagreb Rijeka Čakovec Karlovac Poreč \| |
| Rijeka                                     | ?               | ?        | \| Split Zagreb Rijeka Čakovec Karlovac Poreč \| |
| Split                                      | Hall Gripe (en) | ?        | \| Split Zagreb Rijeka Čakovec Karlovac Poreč \| |
| Zagreb                                     | Dom Sportova    | 10 000 ? | \| Split Zagreb Rijeka Čakovec Karlovac Poreč \| |
| Split Zagreb Rijeka Čakovec Karlovac Poreč |                 |          |                                                  |

### Qualifications
24 équipes sont qualifiées pour ce championnat du monde :
- Organisateur (1) :  Croatie
- Monde – Championnat du monde 2001 (1) :  Russie (vainqueur)
- Europe – Championnat d'Europe 2002[2] ('3) :  Danemark (vainqueur),  Norvège (finaliste) et  France (3e)
- Europe – Barrages de qualifications[2],[3] (9) :  Allemagne,  Autriche,  Hongrie,  Rép. tchèque,  Slovénie,  Serbie-et-Monténégro,  Roumanie,  Espagne et  Ukraine
- Afrique - Championnat d'Afrique 2002 (3) :  Angola (vainqueur),  Côte d'Ivoire (finaliste) et  Tunisie (3e)
- Asie – Championnat d'Asie 2002 (en)[4] (3) :  Kazakhstan (vainqueur)[5],  Corée du Sud (finaliste),  Chine (3e) et  Japon (4e)[5]
- Amériques – Championnat panaméricain 2003[6] (3) :  Brésil (vainqueur),  Argentine (finaliste) et  Uruguay (3e)

### Formule
Lors du tour préliminaire, les 24 équipes réparties en 4 poules de 6 équipes :
- Groupe A :  France,  Serbie-et-Monténégro,  Croatie,  Espagne,  Brésil,  Australie.
- Groupe B :  Russie,  Rép. tchèque,  Autriche,  Corée du Sud,  Angola,  Uruguay.
- Groupe C :  Norvège,  Roumanie,  Japon,  Ukraine,  Tunisie,  Argentine.
- Groupe D :  Danemark,  Hongrie,  Slovénie,  Allemagne,  Chine,  Côte d'Ivoire.

À l'issue de ce tour préliminaire, les 3 premières équipes de chaque poule sont qualifiées pour le tour principal en 2 poules de 6 équipes. Les équipes premières et deuxièmes de ces poules se rencontrent en demi-finales croisées.

## Tour préliminaire
Les trois premiers de chaque groupe se qualifient pour le tour principal.

### Groupe A àSplit
|   | Équipe               | Pts | J | G | N | P | Bp  | Bc  | Diff |
| - | -------------------- | --- | - | - | - | - | --- | --- | ---- |
| 1 | France               | 10  | 5 | 5 | 0 | 0 | 149 | 98  | 51   |
| 2 | Espagne              | 8   | 5 | 4 | 0 | 1 | 150 | 120 | 30   |
| 3 | Serbie-et-Monténégro | 6   | 5 | 3 | 0 | 2 | 165 | 143 | 22   |
| 4 | Croatie              | 4   | 5 | 2 | 0 | 3 | 142 | 122 | 20   |
| 5 | Brésil               | 2   | 5 | 1 | 0 | 4 | 136 | 155 | -19  |
| 6 | Australie            | 0   | 5 | 0 | 0 | 5 | 74  | 178 | -104 |

### Groupe B àPoreč
|   | Équipe       | Pts | J | G | N | P | Bp  | Bc  | Diff |
| - | ------------ | --- | - | - | - | - | --- | --- | ---- |
| 1 | Russie       | 10  | 5 | 5 | 0 | 0 | 153 | 106 | 47   |
| 2 | Corée du Sud | 8   | 5 | 4 | 0 | 1 | 165 | 113 | 52   |
| 3 | Autriche     | 6   | 5 | 3 | 0 | 2 | 165 | 130 | 35   |
| 4 | Rép. tchèque | 4   | 5 | 2 | 0 | 3 | 126 | 125 | 1    |
| 5 | Angola       | 2   | 5 | 1 | 0 | 4 | 119 | 120 | -1   |
| 6 | Uruguay      | 0   | 5 | 0 | 0 | 5 | 77  | 211 | -134 |

### Groupe C àKarlovac
|   | Équipe    | Pts | J | G | N | P | Bp  | Bc  | Diff |
| - | --------- | --- | - | - | - | - | --- | --- | ---- |
| 1 | Ukraine   | 9   | 5 | 4 | 1 | 0 | 158 | 116 | 42   |
| 2 | Norvège   | 8   | 5 | 4 | 0 | 1 | 163 | 108 | 55   |
| 3 | Roumanie  | 7   | 5 | 3 | 1 | 1 | 158 | 123 | 35   |
| 4 | Japon     | 4   | 5 | 2 | 0 | 3 | 133 | 153 | -20  |
| 5 | Tunisie   | 2   | 5 | 1 | 0 | 4 | 118 | 133 | -15  |
| 6 | Argentine | 0   | 5 | 0 | 0 | 5 | 74  | 171 | -97  |

### Groupe D àČakovec
|   | Équipe        | Pts | J | G | N | P | Bp  | Bc  | Diff |
| - | ------------- | --- | - | - | - | - | --- | --- | ---- |
| 1 | Hongrie       | 8   | 5 | 4 | 0 | 1 | 171 | 129 | 42   |
| 2 | Slovénie      | 8   | 5 | 4 | 0 | 1 | 149 | 141 | 8    |
| 3 | Allemagne     | 7   | 5 | 3 | 1 | 1 | 144 | 121 | 23   |
| 4 | Danemark      | 5   | 5 | 2 | 1 | 2 | 113 | 119 | -6   |
| 5 | Chine         | 2   | 5 | 1 | 0 | 4 | 135 | 153 | -18  |
| 6 | Côte d'Ivoire | 0   | 5 | 0 | 0 | 5 | 117 | 166 | -49  |

## Tour principal
Les équipes premières et deuxièmes de ces 2 poules se rencontrent en demi-finales croisées.
Les résultats contre les adversaires déjà rencontrées sont conservés. 3 matches seulement sont disputés.
En cas d'égalité de  points, le départage se fait entre les équipes concernées (points, puis différence de buts)

### Groupe 1 àZagreb
|   | Équipe               | Pts | J | G | N | P | Bp  | Bc  | Diff |
| - | -------------------- | --- | - | - | - | - | --- | --- | ---- |
| 1 | France               | 8   | 5 | 4 | 0 | 1 | 128 | 121 | 7    |
| 2 | Corée du Sud         | 6   | 5 | 3 | 0 | 2 | 158 | 151 | 7    |
| 3 | Espagne              | 5   | 5 | 2 | 1 | 2 | 139 | 138 | 1    |
| 4 | Russie               | 5   | 5 | 2 | 1 | 2 | 129 | 129 | 0    |
| 5 | Serbie-et-Monténégro | 4   | 5 | 2 | 0 | 3 | 145 | 158 | -13  |
| 6 | Autriche             | 2   | 5 | 1 | 0 | 4 | 149 | 151 | -2   |

### Groupe 2 àRijeka
|   | Équipe    | Pts | J | G | N | P | Bp  | Bc  | Diff |
| - | --------- | --- | - | - | - | - | --- | --- | ---- |
| 1 | Hongrie   | 7   | 5 | 3 | 1 | 1 | 154 | 129 | 25   |
| 2 | Ukraine   | 7   | 5 | 3 | 1 | 1 | 132 | 140 | -8   |
| 3 | Norvège   | 7   | 5 | 3 | 1 | 1 | 142 | 133 | 9    |
| 4 | Slovénie  | 4   | 5 | 2 | 0 | 3 | 137 | 149 | -12  |
| 5 | Roumanie  | 3   | 5 | 1 | 1 | 3 | 135 | 140 | -5   |
| 6 | Allemagne | 2   | 5 | 1 | 0 | 4 | 134 | 143 | -9   |

## Match de classement 5-6
- Samedi 13 décembre :
  -  Espagne 27 - 26  Norvège

## Phase finale
|  | Demi-finales                      | Demi-finales                    |                        |      | Finale                            | Finale                            |
|  | Demi-finales                      | Demi-finales                    |                        |      | Finale                            | Finale                            |
|  |                                   |                                 |                        |      |                                   |                                   |
|  | Samedi 13 décembre 2003, Zagreb   | Samedi 13 décembre 2003, Zagreb |                        |      | Dimanche 14 décembre 2003, Zagreb | Dimanche 14 décembre 2003, Zagreb |
|  | Samedi 13 décembre 2003, Zagreb   | Samedi 13 décembre 2003, Zagreb |                        |      | Dimanche 14 décembre 2003, Zagreb | Dimanche 14 décembre 2003, Zagreb |
|  | France                            | 28ap                            |                        |      | Dimanche 14 décembre 2003, Zagreb | Dimanche 14 décembre 2003, Zagreb |
|  | France                            | 28ap                            |                        |      | Dimanche 14 décembre 2003, Zagreb | Dimanche 14 décembre 2003, Zagreb |
|  | Ukraine                           | 26                              |                        |      | Dimanche 14 décembre 2003, Zagreb | Dimanche 14 décembre 2003, Zagreb |
|  | Ukraine                           | 26                              | France                 | 32ap |                                   |                                   |
|  | Samedi 13 décembre 2003, Zagreb   |                                 | France                 | 32ap |                                   |                                   |
|  |                                   | Hongrie                         | 29                     |      |                                   |                                   |
|  | Hongrie                           | Hongrie                         | 29                     | 40   |                                   |                                   |
|  | Hongrie                           |                                 |                        | 40   |                                   |                                   |
|  | Corée du Sud                      | 38                              |                        |      |                                   |                                   |
|  | Corée du Sud                      | 38                              | Match pour la 3e place |      |                                   |                                   |
|  |                                   |                                 |                        |      |                                   |                                   |
|  | Dimanche 14 décembre 2003, Zagreb |                                 |                        |      |                                   |                                   |
|  |                                   |                                 |                        |      |                                   |                                   |
|  | Ukraine                           | 29                              |                        |      |                                   |                                   |
|  | Ukraine                           | 29                              |                        |      |                                   |                                   |
|  | Corée du Sud                      | 31                              |                        |      |                                   |                                   |
|  | Corée du Sud                      | 31                              |                        |      |                                   |                                   |

### Demi-finales
| 13 décembre 2003 16h00 | Hongrie             | 40 - 38                      | Corée du Sud  | Dom Sportova, Zagreb Affluence : 3 000 Arbitrage : B. et R. Methe (en) |
| 13 décembre 2003 16h00 | Bojana Radulovics 8 | (22 - 19)                    | Oh Seong-ok 9 | Dom Sportova, Zagreb Affluence : 3 000 Arbitrage : B. et R. Methe (en) |
| 13 décembre 2003 16h00 | ×6                  | Magyar Nemzet Frauenhandball | ×3            | Dom Sportova, Zagreb Affluence : 3 000 Arbitrage : B. et R. Methe (en) |

- Hongrie : Katalin Pálinger, Irina Sirina – Zsuszanna Lovasz (7), Anita Kulcsár (6), Bojana Radulovics (8 dont 3 pen.), Bernadett Ferling (3), Erika Kirsner (6), Anita Görbicz (4), Ágnes Farkas (5), Tímea Tóth (1), Krisztina Pigniczki, Beatrix Megyebirone Bohus, Eszter Agnes Siti, Ibolya Mehlmann.
- Corée du Sud : Oh Yong-ran, Moon Kyeong-ha, Lee Min-hee – Oh Seong-ok (9), Huh Soon-young (5), Woo Sun-hee (4), Jang So-hee (4), Lim O-kyeong (4 dont 2 pen.), Lee Sang-eun (3 dont 2 pen.), Myoung Bok-hee (3), Choi Im-jeong (3), Lee Gong-joo (3), Kim Cha-youn, Huh Young-sook, Park Jung-hee, Moon Pil-hee.

| 13 décembre 2003 19h15 | France                           | 28 - 26 (ap)       | Ukraine          | Dom Sportova, Zagreb Affluence : 3 000 Arbitrage : Hansson et Olsson |
| 13 décembre 2003 19h15 | Leila Lejeune 8                  | (10 - 13, 25 - 25) | Olena Iatsenko 6 | Dom Sportova, Zagreb Affluence : 3 000 Arbitrage : Hansson et Olsson |
| 13 décembre 2003 19h15 | Prol. : 3 - 1                    |                    |                  | Dom Sportova, Zagreb Affluence : 3 000 Arbitrage : Hansson et Olsson |
| 13 décembre 2003 19h15 | Handzone L'Alsace Frauenhandball |                    |                  | Dom Sportova, Zagreb Affluence : 3 000 Arbitrage : Hansson et Olsson |

- France : Valérie Nicolas, Joanne Dudziak – Estelle Vogein (3), Leila Lejeune (8 dont 3 pen.), Sandrine Delerce (3), Mélinda Jacques-Szabo (1 dont 1 pen.), Nodjialem Myaro (3 dont 1 pen.), Véronique Pecqueux-Rolland (1), Sophie Herbrecht (1), Stéphanie Cano (2), Isabelle Wendling (2), Myriam Borg-Korfanty (1), Stéphanie Ludwig, Raphaëlle Tervel (3).
- Ukraine : Nataliya Boryssenko, Laryssa Zaspa – Iryna Tchernova, Oksana Sakada (2), Kateryna Rybina, Maryna Verhelyouk (4), Olena Iatsenko (6), Hanna Sioukalo (3), Olena Tsyhytsia (4 dont 1 pen.), Nataliya Lyapina (2 dont 2 pen.), Anastasiya Borodina, Oksana Raichel (2), Yana Hryholiunas (3), Iryna Choutska.

### Match pour la3eplace
| 14 décembre 2003 16h00 | Corée du Sud   | 31 - 29        | Ukraine             | Dom Sportova, Zagreb Affluence : 7 000 Arbitrage : Josić, Rudić |
| 14 décembre 2003 16h00 | Lim O-kyeong 7 | (18 - 15)      | Nataliya Lyapina 10 | Dom Sportova, Zagreb Affluence : 7 000 Arbitrage : Josić, Rudić |
| 14 décembre 2003 16h00 | ×3             | Frauenhandball | ×3                  | Dom Sportova, Zagreb Affluence : 7 000 Arbitrage : Josić, Rudić |

- Corée du Sud : Oh Yong-ran, Moon Kyeong-ha – Woo Sun-hee (3), Huh Soon-young (3), Lee Gong-joo (1), Jang So-hee (2), Kim Cha-youn (4), Oh Seong-ok (5), Huh Young-sook, Lim O-kyeong (7 dont 4 pen.), Lee Sang-eun, Myoung Bok-hee (3), Choi Im-jeong (3), Moon Pil-hee.
- Ukraine : Iryna Hontcharova, Laryssa Zaspa – Iryna Tchernova, Oksana Sakada, Kateryna Rybina, Maryna Verhelyouk (5), Olena Iatsenko (1), Hanna Sioukalo (2), Olena Tsyhytsia (6), Nataliya Lyapina (10 dont 8/8 pen.), Anastasiya Borodina, Oksana Raichel (4), Yana Hyrholiunas (1), Iryna Choutska.

### Finale
| 14 décembre 2003 19h15 | France                  | 32 – 29 (ap)                                   | Hongrie              | Zagreb, Croatie Affluence : 3 000 , 8 000, 10 000 ou 15 000 Arbitrage : S. Arnaldsson et G. Vidarsson |
| 14 décembre 2003 19h15 | Mélinda Jacques-Szabo 5 | (8 – 11, 28 - 28)                              | Bojana Radulovics 13 | Zagreb, Croatie Affluence : 3 000 , 8 000, 10 000 ou 15 000 Arbitrage : S. Arnaldsson et G. Vidarsson |
| 14 décembre 2003 19h15 | Prol. : 4 - 1           |                                                |                      | Zagreb, Croatie Affluence : 3 000 , 8 000, 10 000 ou 15 000 Arbitrage : S. Arnaldsson et G. Vidarsson |
| 14 décembre 2003 19h15 | ×6 ×1                   | Handzone divers Sports.fr Frauenhandball Origo | ×9 ×2                | Zagreb, Croatie Affluence : 3 000 , 8 000, 10 000 ou 15 000 Arbitrage : S. Arnaldsson et G. Vidarsson |

| France                         |                     |            |
| Gardiennes:                    |                     |            |
| 01 Joanne Dudziak              | 0/6                 |            |
| 16 Valérie Nicolas             | 10/33               |            |
| 0                              |                     |            |
| Joueuses de champ:             |                     |            |
| 02 Isabelle Cendier            | 0/1                 |            |
| 03 Estelle Vogein              | 3/3                 |            |
| 04 Leila Lejeune               | 4/12 (dont 2 à 7 m) |            |
| 05 Sandrine Delerce            | 1/5                 |            |
| 06 Mélinda Jacques-Szabo       | 5/9                 |            |
| 07 Nodjialem Myaro             | 2/7                 |            |
| 08 Véronique Pecqueux-Rolland0 | 4/7                 |            |
| 10 Sophie Herbrecht            | 0/2                 | Suspension |
| 11 Stéphanie Cano              | 4/5                 |            |
| 13 Isabelle Wendling           | 1/1                 | 45e        |
| 14 Myriam Borg-Korfanty        | 4/4                 |            |
| 16 Valérie Nicolas             | 0/1                 |            |
| 20 Raphaëlle Tervel            | 4/12                |            |
| 0                              |                     |            |
| Entraîneur :                   |                     |            |
| Olivier Krumbholz              |                     |            |

| Hongrie                    |                      |            |
| Gardiennes:                |                      |            |
| 01 Irina Sirina            |                      |            |
| 16 Katalin Pálinger        | 26/58                |            |
| 0                          |                      |            |
| Joueuses de champ:         |                      |            |
| 02 Bernadett Ferling       | 3/5                  | 53e        |
| 03 Beata Bohus             |                      |            |
| 04 Ibolya Mehlmann         |                      |            |
| 06 Erika Kirsner           | 1/2                  |            |
| 09 Bojana Radulovics       | 13/21 (dont 6 à 7 m) |            |
| 10 Krisztina Pigniczki     | 2/2                  | Suspension |
| 11 Ágnes Farkas            | 1/6                  |            |
| 13 Anita Görbicz           | 4/8                  | 60e        |
| 15 Eszter Siti             | 0/1                  |            |
| 17 Tímea Tóth              |                      |            |
| 18 Zsuzsanna Lovász (en) 0 | 2/4                  |            |
| 19 Anita Kulcsár           | 3/3                  |            |
| 0                          |                      |            |
| 0                          |                      |            |
| Entraîneur :               |                      |            |
| Lajos Mocsai               |                      |            |

## Classement final
| Rang                      | Équipe               | MJ | V | N | D | BM  | BE  | Diff |  |
| ------------------------- | -------------------- | -- | - | - | - | --- | --- | ---- |  |
| Médaille d'or, monde      | France               | 10 | 9 | 0 | 1 | 282 | 224 | +58  |  |
| Médaille d'argent, monde  | Hongrie              | 10 | 7 | 1 | 2 | 329 | 273 | +56  |  |
| Médaille de bronze, monde | Corée du Sud         | 10 | 7 | 0 | 3 | 326 | 271 | +55  |  |
| 4                         | Ukraine              | 10 | 6 | 1 | 3 | 287 | 258 | +29  |  |
|                           |                      |    |   |   |   |     |     |      |  |
| 5                         | Espagne              | 9  | 6 | 1 | 2 | 258 | 229 | +29  |  |
| 6                         | Norvège              | 9  | 6 | 1 | 2 | 273 | 217 | +56  |  |
|                           |                      |    |   |   |   |     |     |      |  |
| 7                         | Russie               | 8  | 5 | 1 | 2 | 224 | 182 | +42  |  |
| 8                         | Slovénie             | 8  | 5 | 0 | 3 | 232 | 224 | +8   |  |
| 9                         | Serbie-et-Monténégro | 8  | 5 | 0 | 3 | 258 | 241 | +17  |  |
| 10                        | Roumanie             | 8  | 4 | 1 | 3 | 244 | 206 | +3   |  |
| 11                        | Autriche             | 8  | 4 | 0 | 4 | 254 | 212 | +42  |  |
| 12                        | Allemagne            | 8  | 3 | 1 | 4 | 220 | 208 | +12  |  |
|                           |                      |    |   |   |   |     |     |      |  |
| 13                        | Danemark             | 5  | 2 | 1 | 2 | 113 | 119 | –6   |  |
| 14                        | Croatie              | 5  | 2 | 0 | 3 | 142 | 122 | +20  |  |
| 15                        | Rép. tchèque         | 5  | 2 | 0 | 3 | 126 | 125 | +1   |  |
| 16                        | Japon                | 5  | 2 | 0 | 3 | 133 | 153 | –20  |  |
| 17                        | Angola               | 5  | 1 | 0 | 4 | 119 | 120 | –1   |  |
| 18                        | Tunisie              | 5  | 1 | 0 | 4 | 118 | 133 | –15  |  |
| 19                        | Chine                | 5  | 1 | 0 | 4 | 135 | 153 | –18  |  |
| 20                        | Brésil               | 5  | 1 | 0 | 4 | 136 | 155 | –19  |  |
| 21                        | Côte d'Ivoire        | 5  | 0 | 0 | 5 | 117 | 166 | –49  |  |
| 22                        | Argentine            | 5  | 0 | 0 | 5 | 74  | 171 | –97  |  |
| 23                        | Australie            | 5  | 0 | 0 | 5 | 74  | 178 | –104 |  |
| 24                        | Uruguay              | 5  | 0 | 0 | 5 | 77  | 211 | –134 |  |

Les 5 premières équipes sont qualifiées pour les Jeux olympiques d'Athènes en 2004. À noter les non qualifications de la Norvège, de la Russie ou encore de l'Allemagne. Quant au Danemark, éliminé dès le tour préliminaire, il avait obtenu au préalable sa qualification grâce à sa victoire au Championnat d'Europe 2002.

## Statistiques et récompenses

### Équipe-type
À l'issue du tournoi, l'équipe-type du tournoi a été désignée, :
- Meilleure joueuse (MVP) : Valérie Nicolas,  France
- Gardienne : Valérie Nicolas,  France
- Ailière gauche : Tatjana Oder,  Slovénie
- Arrière gauche : Olena Tsyhytsia,  Ukraine
- Demi-centre : Anita Görbicz,  Hongrie
- Arrière droite : Bojana Radulovics,  Hongrie
- Ailière droite : Woo Sun-hee,  Corée du Sud
- Pivot : Isabelle Wendling,  France
- Prix du Fair-play[16] : Estelle Vogein,  France

### Statistiques individuelles
| Rang | Joueuse                    | Équipe               | Buts | Tirs | %      | 7 m   | MJ | Moy |
| ---- | -------------------------- | -------------------- | ---- | ---- | ------ | ----- | -- | --- |
| 1    | Bojana Radulovics          | Hongrie              | 97   | 170  | 57,1 % | 40/47 | 10 | 9,7 |
| 2    | Olena Tsyhytsia            | Ukraine              | 66   | 120  | 55,0 % | 20/25 | 8  | 8,3 |
| 3    | Bojana Popović             | Serbie-et-Monténégro | 58   | 104  | 55,8 % | 13/19 | 8  | 7,3 |
| 4    | Susana Fraile Celaya       | Espagne              | 50   | 116  | 43,1 % | -     | 8  | 6,3 |
| 5    | Zsuzsanna Lovász (en)      | Hongrie              | 48   | 68   | 70,6 % | -     | 10 | 4,8 |
| 6    | Montserrat Puche Díaz (en) | Espagne              | 47   | 84   | 56,0 % | 25/29 | 8  | 5,9 |
| 7    | Grit Jurack                | Allemagne            | 46   | 90   | 51,1 % | 5/9   | 8  | 5,8 |
| 8    | Woo Sun-hee                | Corée du Sud         | 45   | 75   | 60,0 % | -     | 10 | 4,5 |
| 9    | Ausra Fridrikas            | Autriche             | 45   | 82   | 54,9 % | 10/15 | 6  | 7,5 |
| 10   | Élodie Mambo               | Côte d'Ivoire        | 43   | 86   | 50,0 % | 10/11 | 5  | 8,6 |

| Rang | Joueuse               | Équipe   | %      | Arrêts | Tirs | Matchs | Moy. |
| ---- | --------------------- | -------- | ------ | ------ | ---- | ------ | ---- |
| 1    | Joanne Dudziak        | France   | 46,7 % | 57     | 122  | 8      | 7,1  |
| 2    | Heidi Tjugum          | Norvège  | 45,5 % | 66     | 145  | 7      | 9,4  |
| 3    | Cecilie Leganger      | Norvège  | 43,0 % | 89     | 207  | 8      | 11,1 |
| 4    | Lene Rantala          | Danemark | 42,9 % | 21     | 49   | 3      | 7,0  |
| 5    | Katalin Pálinger      | Hongrie  | 42,0 % | 141    | 336  | 9      | 15,7 |
| 6    | Tatiana Alizar        | Russie   | 41,1 % | 58     | 141  | 8      | 7,3  |
| 7    | Ildiko Barbu          | Roumanie | 40,5 % | 34     | 84   | 6      | 5,7  |
| 8    | Irina Sirina          | Hongrie  | 40,0 % | 30     | 75   | 5      | 6,0  |
| 9    | Valérie Nicolas       | France   | 39,3 % | 103    | 262  | 10     | 10,3 |
| 10   | Luminița Dinu-Huțupan | Roumanie | 38,9 % | 93     | 239  | 8      | 11,6 |

## Effectif des équipes sur le podium

### Championne du monde:France
L'effectif de l'équipe de France est,,, :
- Stéphanie Cano
- Joanne Dudziak
- Myriame Saïd Mohamed
- Isabelle Cendier Ajaguin
- Sophie Herbrecht
- Estelle Vogein
- Leila Lejeune
- Isabelle Wendling
- Sandrine Delerce
- Myriam Borg-Korfanty
- Mélinda Jacques-Szabo
- Stéphanie Ludwig
- Nodjialem Myaro
- Valérie Nicolas
- Véronique Pecqueux-Rolland
- Raphaëlle Tervel

Sélectionneur
- Olivier Krumbholz

### Vice-championne du monde:Hongrie
L'effectif de l'équipe de Hongrie est,, :
- Irina Sirina
- Bernadett Ferling
- Beata Bohus
- Ibolya Mehlmann
- Erika Kirsner
- Hortenzia Szrnka
- Bojana Radulovics
- Krisztina Pigniczki
- Ágnes Farkas
- Tímea Sugar
- Anita Görbicz
- Eszter Siti
- Katalin Pálinger
- Tímea Tóth
- Zsuzsanna Lovász (en)
- Anita Kulcsár

Sélectionneur
- Lajos Mocsai

### Troisième place:Corée du Sud
L'effectif de l'équipe de Corée du Sud est, :
- Oh Yong-ran
- Woo Sun-hee
- Huh Soon-young
- Lee Gong-joo
- Jang So-hee
- Kim Cha-youn
- Oh Seong-ok
- Huh Young-sook
- Moon Kyeong-ha
- Lim O-kyeong
- Park Jung-hee
- Lee Sang-eun
- Lee Min-hee
- Myoung Bok-hee
- Choi Im-jeong
- Moon Pil-hee

Sélectionneur